# Вадомарі

Вадомарі (яп. 和泊町, わどまりちょう, вадомарі тьо) — містечко в Японії, у південній частині префектури Каґосіма, східній частині острова Окіноерабу з островів Рюкю.